# بخش چاروسا
بخش چاروسا، بخشی از شهرستان کهگیلویه در استان کهگیلویه و بویراحمد می‌باشد. مردم این بخش از ایل طیبی و بهمئی هستند که به زبان لری تکلم می‌کنند.مردم این منطقه از نژاد لر یا لور هستند بر طبق شاهنامه فردوسی بهرام چوبین این نژاد را از هند و به قصد رامشگری(رقص و آواز) و گله داری به ایران آورد ولی بعد از مدتی چون چیزی برای خوردن نداشتند روی به دزدی و راهزنی آوردند.
هستند.

## مهاجرت
مدت‌ها پیش عدهٔ زیادی از اهالی این منطقه به دلیل مشکلات پیش آمده از این شهر به روستای ده ملا از توابع شهرستان هندیجان در استان خوزستان مهاجرت نمودند. در چند دهه اخیر بسیاری از اهالی این منطقه به استان‌های همجوار مانند خوزستان و بوشهر مهاجرت نموده‌اند. بخش عمده ای از اهالی این منطقه (حدود هفتاد هزار نفر) نیز به یاسوج مرکز استان کهگیلویه و بویراحمد مهاجرت کردند و در آنجا ساکن هستند.

## تقسیمات
- بخش چاروسا
  - دهستان طیبی سرحدی شرقی
  - دهستان طیبی سرحدی غربی

شهرها: قلعه رئیسی

## جمعیت و مردم
بنابر سرشماری مرکز آمار ایران، جمعیت بخش چاروسا شهرستان کهگیلویه در سال ۱۳۸۵ برابر با ۲۱۸۰۶ نفر بوده است.